# Rußheimer Altrhein
Der Rußheimer Altrhein im Landkreis Germersheim ist ein eigenständiges Naturschutzgebiet in Rheinland-Pfalz und nicht identisch mit dem gleichnamigen Schutzgebiet „Rußheimer Altrhein-Elisabethenwört“ in Baden-Württemberg. Es handelt sich um ein bedeutendes Auenökosystem entlang des Rheins, das durch seine vielfältigen Lebensräume und seine ökologische Bedeutung hervorsticht.

## Lage
Das Naturschutzgebiet „Rußheimer Altrhein“ liegt südöstlich der Stadt Germersheim und umfasst eine Fläche von etwa 46,68 Hektar. Es erstreckt sich über Teile der Gemarkung Germersheim im Landkreis Germersheim. Die genaue Abgrenzung des Gebiets ist in der Rechtsverordnung des Landes Rheinland-Pfalz festgelegt. Die Grenze des Gebiets verläuft im Nordosten beginnend vom Schnittpunkt der L 550 (südliche Straßenseite) mit der Landesgrenze in südwestlicher Richtung entlang der Landesgrenze.

## Naturraum
Das Gebiet ist ein typisches Rheinauegebiet der Mäanderzone mit einer Vielzahl von Lebensräumen:
- Gewässer und Verlandungsbereiche: Offene Wasserflächen, Altwasser und ehemalige flache Gruben mit ausgedehnten Schwimmblattzonen und Schilfröhrichten bieten Lebensraum für zahlreiche Wasserpflanzen und -tiere.
- Auenwälder: Weich- und Hartholzauenwälder prägen das Landschaftsbild und sind wichtige Standorte für seltene Pflanzenarten und Pflanzengesellschaften.
- Flora und Fauna: Das Gebiet beherbergt seltene Pflanzenarten wie die Wassernuss und den Schwimmfarn. Zudem ist es Lebensraum für eine reiche Vogelwelt, darunter Arten wie Eisvogel, Purpurreiher und Schwarzstorch.

## Nutzung
Das Naturschutzgebiet dient nicht nur dem Schutz der Natur, sondern auch der Naherholung:
- Erholung und Bildung: Zahlreiche beschilderte Fahrrad- und Spazierwege durchziehen das Gebiet. Ein Bannwald- und Mittelwaldlehrpfad informiert Besucher über die Auenwälder und deren historische und heutige Nutzung.
- Landwirtschaft: In Teilen des Gebiets wird traditionelle Mittelwaldnutzung betrieben, bei der lichter, artenreicher, zweischichtiger Wald wiederhergestellt wurde. Hier findet auch die Gewinnung von Brenn- und Bauholz statt.
- Schutzmaßnahmen: Bestimmte Aktivitäten wie Baden, Zelten, Reiten oder das Befahren der Wasserflächen mit motorisierten Booten sind untersagt, um die empfindlichen Lebensräume zu schützen.

## Aktuelle Entwicklungen
Im Rahmen des Integrierten Rheinprogramms ist die Umwandlung eines Teils der Insel Elisabethenwört in einen gesteuerten Polder geplant, um Hochwasserschutz zu gewährleisten. Diese Maßnahme soll die auentypische Überflutungsdynamik wiederherstellen und somit den Auwäldern, Auenwiesen und Verlandungsgesellschaften zugutekommen. Allerdings gibt es auch Bedenken hinsichtlich möglicher negativer Auswirkungen auf die bestehende Natur und die Nutzung durch den Menschen.